# マイケル・ブロジェット
マイケル・ブロジェット（Michael Blodgett, 1939年9月26日 - 2007年11月14日）は、アメリカ合衆国の俳優、脚本家である。
元妻は女優のメレディス・バクスター。

## 出演作品

### 映画
- 大滑走!死のゲーム（トム）
- ベルベット・バンパイア
- ワイルド・パーティー
- 大脱獄 (1970年の映画)
- 博物館盗難事件

## 脚本
- サイレントサンダー
- RUN/標的にされた男
- ターナー&フーチ/すてきな相棒（原案）
- ザ・ファントム/地獄のヒーロー4（原案）
- レンタ・コップ